# روونتا
روونتا (انگلیسی: Rowenta) شرکت لوازم خانگی آلمانی است، که در سال ۱۸۸۴ تأسیس شد.